# Benjaminia phaeothrix
Benjaminia phaeothrix là một loài tò vò trong họ Ichneumonidae.